# Борас, Игор
Игор Борас (босн. Igor Boras; 10 февраля 1968, Сараево, СФРЮ) — боснийский бобслеист, участник Олимпийских игр 1994 года.

## Биография
Выступал на Олимпиаде в Лиллехаммере в составе четвёрки вместе с Зораном Соколовичем, Изетом Харачичем и Низаром Зацирагичем.